# Блад 148
Блад 148 (англ. Blood 148) — индейская резервация алгонкиноязычного индейского племени кайна, входившего в конфедерацию черноногих. Располагается на юге канадской провинции Альберта.

## География
Резервация расположена к западу от города Летбридж вдоль реки Белли, её территория составляет 1413,87 км². Блад 148 является самой большой по площади индейской резервацией Канады.

## Демография
В 2006 году в резервации проживало 4177 человек. Плотность населения была 3 человека на квадратный километр.